# Healer Girl
Healer Girl (ヒーラー・ガール Hīrā Gāru?) es una próxima serie de televisión de anime japonesa original animada por el estudio 3Hz. La serie está dirigida por Yasuhiro Irie, escrita por Noboru Kimura y presenta diseños de personajes de Yukie Akiya. Cuenta con la unidad de coro de actrices de voz Healer Girls. Está programado para estrenarse en abril de 2022. Healer Girls, una unidad que consta de las cuatro miembros principales del reparto, interpretará el tema de apertura "Feel You, Heal You", así como el tema de cierre. Crunchyroll obtuvo la licencia fuera de Asia.

## Personajes
Hibiki Morishima (森嶋響 Morishima Hibiki?)
 Seiyū: Akane Kumada
Kana Fujii (藤井かな Fujii Kana?)
 Seiyū: Karin Isobe
Remi Gojō (五城玲美 Gojō Remi?)
 Seiyū: Marina Horiuchi
Sonia Yanagi (矢薙ソニア Yanagi Sonia?)
 Seiyū: Chihaya Yoshitake